# Helga Weise
Helga Weise (* 1. November 1950 in Hamburg) ist eine Hamburger Politikerin der Sozialdemokratischen Partei Deutschlands (SPD) und ehemaliges Mitglied der Hamburgischen Bürgerschaft

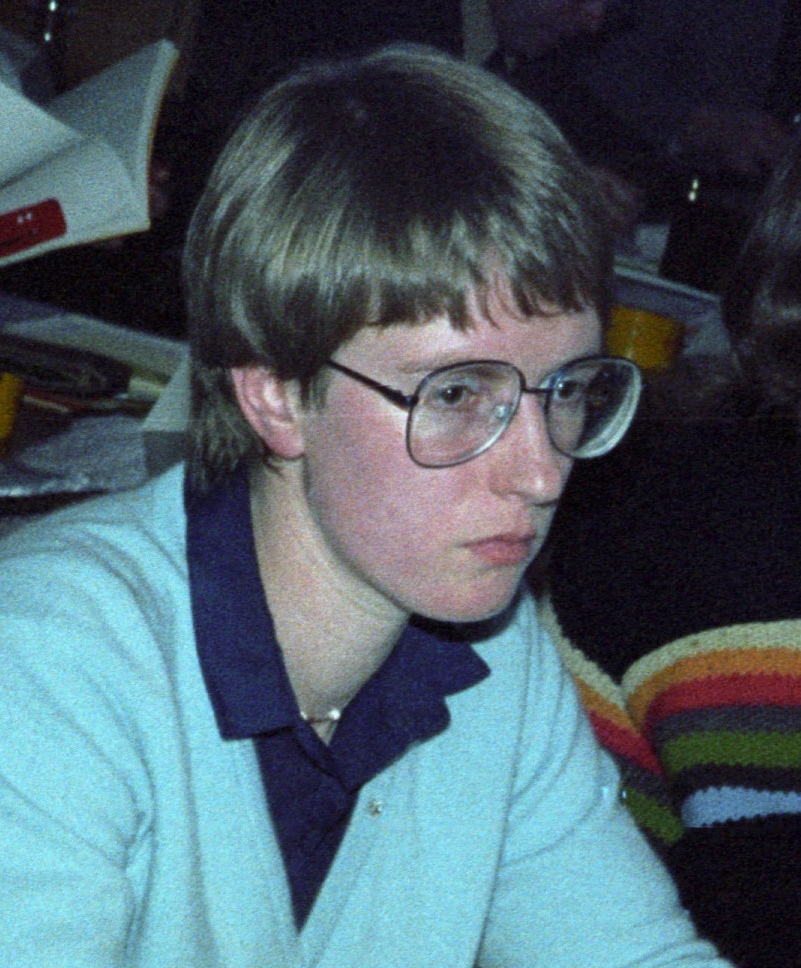
Helga Weise 1982

## Leben und Politik
Weise ist gelernte Diplom-Kauffrau.
1972 trat sie in die SPD ein und übte viele Kommunalpolitische Funktionen aus. Sie war unter anderem Mitglied im Distrikt- und Kreisvorstand, Kreis- und Landesdelegierte und arbeitete aktiv bei den Jusos und in der „Arbeitsgemeinschaft sozialdemokratischer Frauen“ mit. Sie saß für ihre Partei in der Bezirksversammlung Hamburg-Harburg.
Sie war von Januar 1992 bis 1997 Mitglied in der Hamburgischen Bürgerschaft für die SPD. Sie saß dort unter anderem für ihre Fraktion im Rechtsausschuss, Sportausschuss und Gesundheitsausschuss. Nach ihrem Ausscheiden aus der parlamentarischen Politik ist sie weiterhin aktives Mitglied der SPD im Bezirk Hamburg-Harburg.